# Niccolò Orlandini
Niccolò Orlandini (Firenze, 10 aprile 1553 – Roma, 17 maggio 1606) è stato un gesuita, storico e umanista italiano.

## Biografia
Niccolò Orlandini entrò nella Compagnia di Gesù nel 1572. Scrittore e maestro dei novizi a Sant'Andrea al Quirinale a Roma e poi a Napoli, fu incaricato della preparazione delle Litteræ annuæ e della storia della Compagnia. Orlandini compose il primo volume della Historia Societatis Jesu (postumo, 1615), continuata da Francesco Sacchini e Joseph de Jouvancy.

## Opere
- Annuæ litteræ Societatis Jesu, anni 1583-85, Roma, 1585-86-88;
- Historiæ Societatis Jesu prima pars, Roma, 1614, 1615, 1621; Anversa, 1620; Colonia, 1620;
- Vita Petri Fabri, Lione, 1617; riedita con il titolo Forma sacerdotis Apostolici, expressa in exemplo Petri Fabri, Dillingen, 1647 e tradotta in francese (Bordeaux, 1617) e italiano (Roma, 1629).